# Aeroportul Mangochi
Aeroportul Mangochi (IATA: MAI, ICAO: FWMG) este un aeroport din Malawi ce deservește zona Mangochi. A fost numit după zona deservită.
Situat la o altitudine de 482 m, aeroportul dispune de o singură pistă.